# Roodkeeltapaculo
De roodkeeltapaculo (Scelorchilus rubecula) is een zangvogel uit de familie Rhinocryptidae (tapaculo’s).

## Kenmerken
De onderdelen zijn zwart-wit gestreept en de bovendelen zijn grijs. De borst is oranjerood gekleurd en dwars over de ogen bevindt zich een horizontale oranjerode streep. Ze hebben lange poten, een lange staart en korte afgeronde vleugels. De lichaamslengte bedraagt 19 cm.

## Leefwijze
Hun voedsel bestaat voornamelijk uit insecten en andere ongewervelden.

## Voortplanting
Het nest bevindt zich meestal in een hol of spleet of in een zelfgegraven gang. Daarin worden 2 tot 4 witte eieren gelegd.

## Verspreiding
Deze vogel komt hoofdzakelijk voor in de bossen en dichte bamboestruwelen van Chili en Argentinië en telt twee ondersoorten:
- S. r. rubecula: zuidelijk Chili en westelijk Argentinië.
- S. r. mochae: het eiland Mocha (nabij Chili).

## Status
De grootte van de populatie is niet gekwantificeerd maar de soort wordt omschreven als vrij algemeen. Op de Rode lijst van de IUCN heeft deze soort de status niet bedreigd.